# Lepadella tricostata
Lepadella tricostata is een raderdiertjessoort uit de familie Lepadellidae. De wetenschappelijke naam van deze soort is voor het eerst geldig gepubliceerd in 1990 door Koste.